# 柏林号小巡洋舰
柏林号是德意志帝国所建造的七艘不来梅级小巡洋舰的三号舰，以德国首都柏林命名。它由但泽的帝国船厂承建，于1902年开始龙骨架设、1903年9月下水、至1905年4月投入舰队使用。其主舰炮包括有十门105毫米40倍径速射炮和两具450毫米鱼雷发射管，最高速度可达22节。
在逾四十年的职业生涯中，柏林号曾先后经历德意志帝国海军、魏玛国家海军和纳粹德国海军时代。它从入役后便跟随公海舰队的侦察部队服役，直至1911年被派驻海外。第二年，它又回到侦察部队，并留在那里度过了第一次世界大战的头两年。1916年，柏林号转为担任布雷艇职责，并于1917年解除武装。一战结束后，舰只成为《凡尔赛条约》获准德国保留的六艘巡洋舰之一，并于1920年代作为教练船继续服役于新组建的国家海军。它于1929年撤出现役，后又被纳粹海军作宿舍船使用，这也是它在第二次世界大战中担任的角色。战后，柏林号装上待处置的化学武器，被凿沉于斯卡格拉克海峡。

## 建造
柏林号是为替代老旧的鱼雷巡洋舰齐滕号而以“齐滕号替舰（Ersatz Zieten）”为代号进行订购，并于1902年在斯德丁的伏尔铿船厂开始架设龙骨。它于1903年9月22日下水，之后展开舾装工作。1905年4月4日，舰只正式投入活动战列舰队（Aktive Schlachtflotte，即公海舰队前身）使用。
柏林号的全长为111.10（364英尺6英寸），有13.3（43英尺8英寸）的舷宽和5.51（18英尺1英寸）的前吃水。在满载情况下，舰只的排水量可达3,792公噸（3,732長噸）。其推进系统由两台三胀式蒸汽机组成，它们的额定功率为12,140匹軸馬力（9,050千瓦特），最高速度达22節（41每小時）。发动机由十台燃煤船用式水管锅炉提供动力。柏林号可携带860公噸（850長噸）煤，故此得以12節（22每小時）的速度续航4,270海里（7,910）。舰只的标准船员编制则为14名军官及274－287名水兵。
柏林号的武器由十门单装105毫米40倍径速射炮组成。其中两门并排布置在艏艛前方，六门设于舰舯、每边各三门，以及两门并排布置在舰艉。这些炮支的射程为12,200（13,300碼）。它们共提供1500发弹药，其中每炮150发。舰只还配备有两具450（17.7英寸）的鱼雷管及五枚鱼雷，均浸没舷侧的船体内。1915年，为执行布雷任务，柏林号略作修改以满足携带80枚水雷的要求。此外，舰只还受到厚达80（3.1英寸）的装甲甲板保护，司令塔的侧面有100（3.9英寸）厚、炮支的炮挡厚度也有50（2.0英寸）。

## 服役历史
在完成海上试航后，柏林号最初是被用作皇家游艇霍亨索伦号的护航舰。自1905年8月起，它又被分配至侦察部队，并在北海和波罗的海跟随活动舰队服役。为此，它取代了小巡洋舰阿玛宗号，并接管了原舰的船员。1911年6月28日，柏林号离开基尔，改为接替炮艇豹号执行海外任务。它与另一艘炮艇野猪号共同驻扎在阿加迪尔，以维护德国在当地的权益，直至1911年11月。同年12月14日，柏林号返回德国，并重新加入侦察部队。至1912年9月27日，舰只的大部分船员被转移至新入役的小巡洋舰斯特拉斯堡号，剩余船员则随柏林号换驻威廉港，并于同年10月29日退役。1913年10月，柏林号再次离开德国前往韦拉克鲁斯，以缓解大巡洋舰赫塔号在加勒比海的压力。

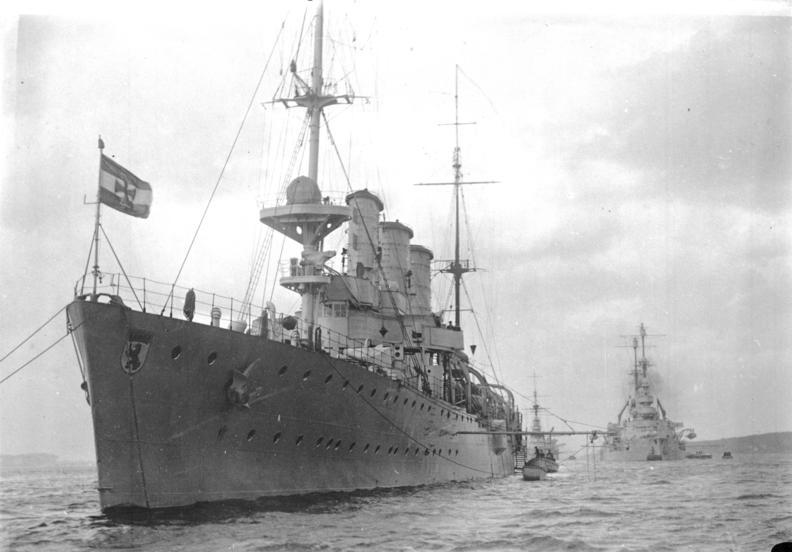
1921－1923年完成现代化改造后的柏林号

随着第一次世界大战爆发，柏林号作为威廉港港口区舰队的指挥舰获重新投入使用。不久后，它又随同第四侦察集群被短暂部署至大贝尔特海峡担任封锁值勤。从1914年10月起，柏林号回到德意志湾负责警戒值勤。舰只于1915年10月24日离开第四侦察集群并换驻波罗的海。当时它连同小巡洋舰斯图加特号以及第五鱼雷艇区舰队一起经由利鲍前往文道。在那里，它取代了姊妹舰不来梅号的位置，并进行改装以满足携带80枚水雷的要求。1916年1月，柏林号回到第四侦察集群并重返北海，继续担任警戒值勤。由于在1916年5月处于旱坞维护状态，它错过了当月最后一天爆发的日德兰海战。同年10月19日，当姊妹舰慕尼黑号遭鱼雷袭击后，由柏林号负责拖曳该舰返回港口。1916年10月，英国潜艇E38号也袭击了柏林号，但其发射的鱼雷未能取得命中。同年年底，该舰被解除武装，并于1917年2月11日在但泽退役。此后，它作为供应舰先后在基尔和斯维内明德使用，并担任此角色直至1918年战争结束。
战争结束后，柏林号成为《凡尔赛条约》允许德国保留的六艘巡洋舰之一。在为重新组建的魏玛国家海军服役期间，它自1922年起开始担任教练巡洋舰。1923年11月，在前往挪威时，威廉·卡纳里斯被派往舰只服役。柏林号于1924年1月离开德国海域进行海外巡航，这是第一次世界大战结束后，首次有德国军舰展开此举。巡航期间，卡纳里斯结识了一位名为萊因哈德·海德里希的海军学员，后者最终与卡纳里斯结为挚友，并成为犹太人大屠杀的主要执行者。1928年，柏林号展开环球巡航，其中包括在弗里曼特尔停留，成为一战结束十年来首艘到访澳大利亚的德国军舰。教练任务则一直持续至1929年，当时它被撤出现役。自1935年起，纳粹德国海军将柏林号用作宿舍船，并驻扎在基尔。在那里，它于第二次世界大战中幸免于难；当战争结束后，舰只于1947年5月31日装填入化学武器，并在斯卡格拉克海峡作凿沉处置。